# 王丰才
王丰才（1935年12月—2008年5月20日），男，河南内乡人，中国语言学家，中国民主同盟盟员。

## 生平
籍贯河南内乡。1954年至1958年在西北俄文专科学校学习。1958年7月毕业后，被分配到青海畜牧兽医学院任教。后调入青海师范专科学校外语系任教，历任日、俄语教研室主任、副教授等职。
2002年6月退休。2008年5月20日10时38分在西宁病逝，终年76岁。

## 社会职务
第九届全国政协委员；中国民主同盟中央委员会第六届委员会候补委员、第七届中央委员会委员、第八届中央委员会常委；民盟青海省委第八、第九届专职副主委，第十届专职主委；青海省政协第六届委员，第七、第八届政协常委兼副秘书长。

## 出版物
参与编写《日语基础语法》。代表性论文《日汉语句法比较初探》《俄汉翻译浅谈》。